# Magyar Bálint (költő)
Magyar Bálint, családi nevén Marincsák (Pátyod, 1886. november 23. – Nagysomkút, 1957. december 14.) magyar római katolikus pap, költő, műfordító.

## Életútja
Középiskoláit Szatmáron, római katolikus teológiai tanulmányait Budapesten végezte, 1911-ben szentelték pappá. Kálmándon, Felsőbányán, Jánkon volt plébános 1911 és 1913 között. Tanári pályáját az ungvári Állami Főgimnáziumban 1913-ban kezdte el, ahol munkatársa, Szabó Dezső hívta fel figyelmét az új francia lírára. Leconte de Lisle, Jules Lemaître, Francis Jammes verseit fordította magyarra s tette közzé versesköteteiben. Az ungvári Gyöngyösi István Irodalmi Társaságban székfoglalóként Musset-tanulmánnyal mutatkozott be. Az első világháború után 1921-től hetvenéves koráig Szaniszlón, halála évében Nagysomkúton volt plébános. A szatmári Kölcsey Kör tagja volt, 1944-ben beválasztották a Szent István Akadémiába Budapesten.
Vallásos meggyőződésből fakadó, mélyen humanista verseit a Pásztortűz, az aradi Vasárnap és a kolozsvári A Hírnök közölte. Tanulmányaiban ugyanitt Flaubert és Mauriac művészetét mutatta be, s csehszlovákiai magyar írókat ismertetett. Publicisztikai írásai az Ungváron 1913 és 1921 között szerkesztésében megjelent Határszéli Újság, a szatmári Szabad Szó és a Szatmár Megyei Közlöny hasábjain jelentek meg.

## Önálló kötetei
- Francia költők (műfordítások, Szatmárnémeti, 1911);
- Kincses éjszakák (versek, Budapest, 1912)
- Bíboros hajnal (versek, műfordítások, Budapest, 1914)
- Fehér köntös a vérmezőn (versek, Ungvár 1914)
- Katonák (versek, Budapest, 1917)
- Harangjáték (versek, Arad 1930)